# Artakserks II.
Artakserks II. Mnemon (staroperzijsko Artaxšaçrā, grško starogrško Ἀρταξέρξης, Atrakséskses) je bil sin kralja Dareja II. in Parisatide  in  od leta 404 pr. n. št. do svoje smrti kralj kraljev (Xšâyathiya Xšâyathiyânâm)  perzijskega Ahemenidskega cesarstva, * okoli 436 pr. n. št., † 358 pr. n. št.
Nasledil ga je sin Artakserks III.

## Družina
Artakserks II. je bil vladar iz iranske dinastije Ahemenidov.  Bil je najstarejši sin perzijskega velikega kralja Dareja II. in kraljice Parisatide in brat Kira Mlajšega in Ostana. Artakserksova glavna žena je bila Stateira, druga za njo pa Grkinja Aspazija. Viri trdijo, da je imel več kot 115 sinov in 350 hčera.

## Borba za prestol
Ko je Artakserks II. leta 404 pr. n. št. prevzel perzijski prestol, je moral takoj braniti svojo pravico do prestola pred svojim bratom Kirom Mlajšim, ki ga je poskušal ubiti.  Poskus atentata je spodletel. Kira Mlajšega so aretirali in ga na materino prošnjo vrnili na položaj satrapa Lidije. Kir Mlajši je leta 401 pr. n. št. zbral vojsko 10.000 grških plačancev in še toliko azijskih vojakov in napadel Artakserksa II. Njuni vojski sta se spopadli v bitki pri Kunaksi v Babiloniji, v kateri je Kir Mlajši bitki padel.  Njegov upor je bil zadušen, položaj Artakserksa II. pa se je okrepil.

## Zunanja politika

### Grčija
Leta 396 pr. n. št. se je špartanski kralj Agesilaj II. izkrcal v Mali Aziji in začel ropati perzijski pokrajini Likijo in Karijo. Artakserks se je na napad odzval s ščuvanjem  špartanskih nasprotnikov v Grčiji na vojno proti Sparti. Atene, Tebe  in Korint so sprejele perzijsko ponudbo in leta 386 pr. n. št. sprožile deset let trajajočo korintsko vojno. Perzija je Grkom vsilila tako imenovani Antalkidov mir, na katerega so pristale vse v vojno vpletene strani. Perzija si je s sporazumom zagotovila mir in stabilnost v pokrajinah na južni obali Male Azije, Sparta pa je dobila prevlado nad grško celino.

### Egipt
Artakserks II., uspešen v vojni z Grki, je imel več težav v Egiptu, kjer so se mu takoj po prihodu na prestol uspešno uprli. Leta 383 pr. n. št. je v Egipt poslal vojsko pod poveljstvom Farnabaza II. in Titravsta, katero je vojska egipčanskega faraona Hakorja odbila. Artakserksu je kljub porazu uspelo obraniti Fenicijo pred egiščansko-špartansko invazijo. 

## Gradbena dela
Artakserks II. je večino svojega bogastva  porabil za številni gradbene projekte. Obnovil je palačo Dareja Velikega v Susi, in okrepil mestno ozidje. V Ekbatani je zgradil novo sprejemno dvorano (apadana) in postavil kipe. Perzepolisa ni kdo ve kako dograjeval, v njem pa je zgradil svojo grobnico, po čemer se razlikuje od svojih predhodnikov, pokopanih v bližnjem kompleksu grobnic  Nakš-e Rustam.

## Stara zaveza
V Stari zavezi še vedno ni jasno, ali je bil Ahasuer iz Knjige o Esteri Artakserks II. ali kateri od njegovih predhodnikov: Kserks I., Kserks II. ali Artakserks I.

## Smrt
Artakserksa so po smrti leta 358 pr. n. št. pokopali v njegovi grobnici v Perzepolisu. Nasledil ga je sin Artakserks III.